# Стенс

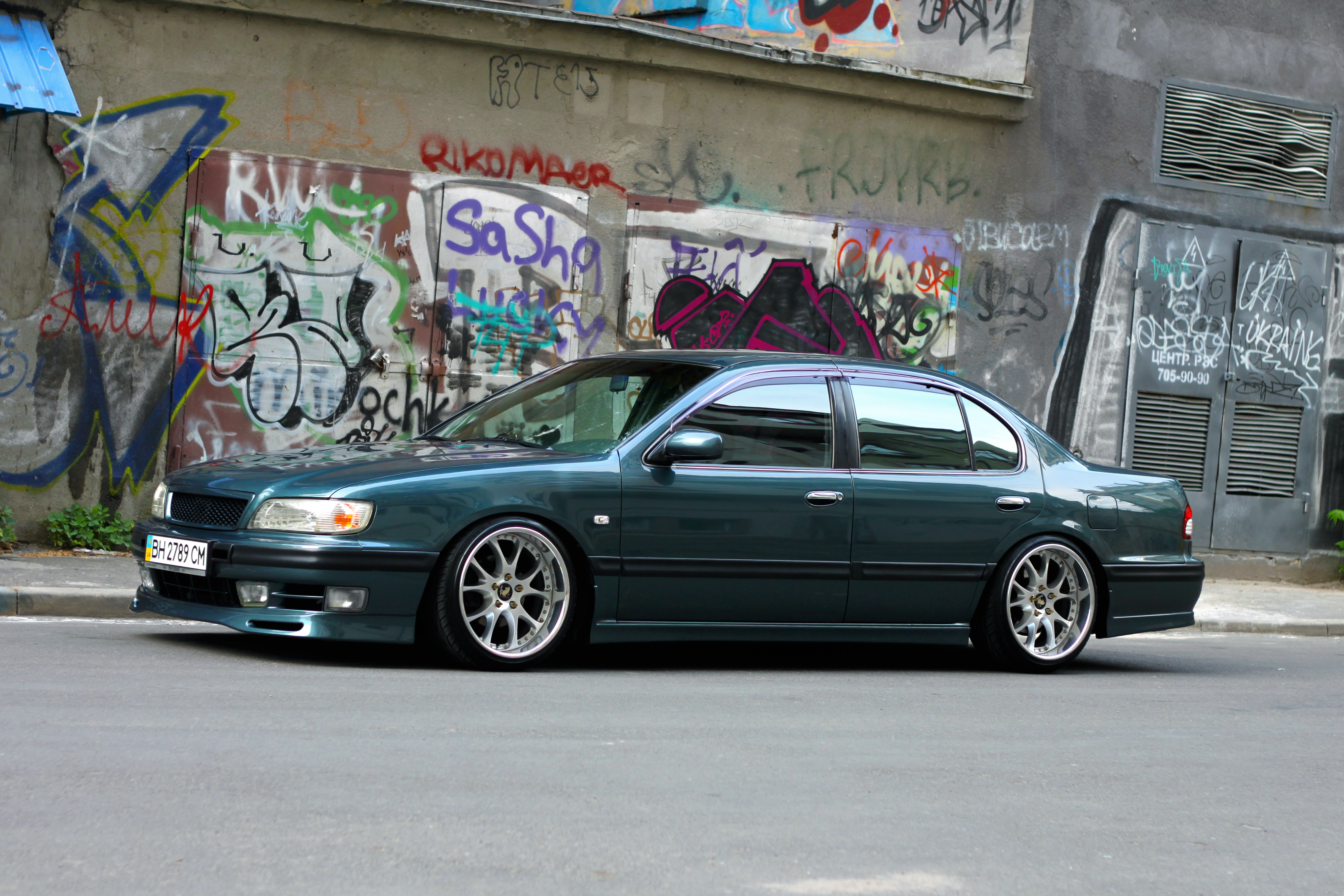
Nissan Maxima A32 Stance

Стенс (en. stance) — найчастіше асоціюється з субкультурою stanced car, стилем модифікації автомобілів, який наголошує на опусканні автомобілів, як правило, з койловерами або пневматичною підвіскою, і часто додаванні негативного розвалу коліс. Основними параметрами стенсу автомобіля є висота підвіски та положення коліс. 
Висота підвіски зазвичай залежить від компонентів підвіски, тоді як положення коліс зазвичай залежить від розміру полички та зсуву.
Встановлення шин також відіграє велику роль як з візуальної, так і з функціональної точки зору. 
Позиція автомобіля визначається висотою підвіски та розташуванням коліс в арках крил. Це може стосуватися будь-якого транспортного засобу, включно зі спортивними автомобілями, пікапами та позашляховиками, але в основному воно асоціюється з заниженими спортивними автомобілями, седани, хетчбеки, фургони та інші типи кузовів.

## Поняття про стенс
Термін «stance» або «stanced» часто використовується для опису стилю автомобіля. Термін stance часто вживається разом із slammed або lowered. Ключовими елементами стенсу є: 
- Занижена підвіска (занижені пружини, койловери або пневматична підвіска),

- Розтягнуті шини

- Негативний розвал.

Часто основною метою проєкту автомобіля зі стійкою позицією є досягнення покращеної візуальної привабливості, а не покращення характеристик продуктивності чи керованості, однак деякі автомобілі поєднують обидва. Позиція пов’язана з іншими стилями модифікації, такими як JDM (японський внутрішній ринок), Євро-стиль і VIP-стиль.

## Основні поняття

### Static Drop (англ.)
Статичне заниження. Замість заводської підвіски встановлюється гвинтова, яка регулюється по висоті на бажане положення, завдяки цьому автомобіль пересувається завжди в одному положенні.

### Fitment
(з англ. стикування, взаємне розташування) - положення колеса щодо арки (крила) автомобіля. 

### Air suspension
(з англ. пневматична підвіска) - варіант заниження автомобіля за допомогою пневмо-подушок, які наповнюються повітрям компресора. Пневмо-подушки дозволяють регулювати кліренс автомобіля в будь-який момент шляхом керування клавіш безпосередньо із салону автомобіля як у найнижче положення, коли автомобіль "лежить" на череві і до підняття автомобіля до кліренсу вище, ніж був передбачений заводом-виробником спочатку. За допомогою пневматичної підвіски можна отримати найбільший "Fitment", коли кромка арки лягає між кромкою диска та гумою, чого нелегко досягти через статичне заниження.

### Wheel gap
(з англ. зазор від арки до колеса) - відстань між аркою та колесом (з шиною).

### Rim gap
(з англ. зазор від арки до диска) - відстань між аркою та кромкою колісного диска.

## Негативний розвал

Cambe angle

Від’ємний розвал – це коли верхня частина колеса/шини нахилена всередину до центру автомобіля. При економному застосуванні негативний розвал значно покращує керованість автомобіля. Це досягається шляхом утримання центру шини перпендикулярно дорозі під час повороту автомобіля. Таким чином, дозволяючи оптимальній кількості протектора шини контактувати з дорогою.
І навпаки, негативний розвал зменшить зчеплення шини під час прискорення та гальмування по прямій. Це пов’язано з тими самими міркуваннями, коли транспортний засіб не повертає, менше протектора контактуватиме з дорогою чи колією, що призводить до погіршення зчеплення та втрати продуктивності. Проте багато дрифт автомобілів використовують негативний розвал на передніх колесах для кращої керованості, оскільки негативний розвал утримує контактну ділянку шини перпендикулярно дорозі під час проходження поворотів із великим кутом повороту.
У той час як більшість звичайних транспортних засобів підтримують приблизно 0,5° - 1° розвалу, деякі власники запускають до 45° негативного розвалу, щоб досягти потрібного положення.

## Походження
Точна історія невідома, але є версія що стенс було запозичено з автоспорту. 
Ентузіасти почали шукати модифікації для своїх автомобілів, щоб повторити низький вигляд гоночних автомобілів, оскільки зазвичай більшість гоночних автомобілів, розроблених для гоночних треків, мають низьку та жорстоку підвіску разом із легкими та широкими спортивними колесами для кращої керованості та проходження поворотів на гоночних трасах. 
Якщо оригінальний підхід базувався на функціональній точці зору, то сучасний стиль модифікації часто базується на візуальній точці зору. Надзвичайно занижені автомобілі, як правило, є шоу-карами та зазвичай не відіграють роль "Daily Car" чи гоночного автомобіля. Робота над кузовом, налаштування підвіски та коліс часто роблять їх менш комфортними для їзди дорогами загального користування, а іноді й небезпечними.